# Friese landdag
In de periode van de Republiek bestond de Friese Landdag (afgevaardigden van de Staten) uit afgevaardigden van de vier 'kwartieren': die van de elf steden en de drie plattelandsdistricten (Oostergo, Westergo en Zevenwouden), verdeeld in dertig grietenijen, elk met een grietman naar het hoofd. Leeuwarden was de zetel van de regering en de Landdag werd voorgezeten door de stadhouder.
Over de nu en dan langzame besluitvorming in de 18e eeuw, werd de Nederlandse uitdrukking "op z’n elfendertigst" toegeschreven. De oorspronkelijke betekenis was echter hetzelfde als in het Fries 'op zijn elf en dertigste': iets dat in orde was, iets dat precies was gemaakt.
De Friese Landdag was de voorloper van de Staten van Friesland en werd in 1498 door de hertogen van Saksen opgericht toen zij een centrale regering voor Friesland stichtten. Zes jaar later, in 1504, legden zij de bovengenoemde bestuurlijke afdeling van Friesland vast.